# N-(5-硝基-2-吡啶基)乙二胺
N-(5-硝基-2-吡啶基)乙二胺是一种有机化合物，化学式为C7H10N4O2。它可由2-氯-5-硝基吡啶（或2-溴-5-硝基吡啶）和乙二胺在乙腈中反应制得。它和邻苯二甲酸酐在三乙胺存在下于甲苯中回流，可以得到1,2,3,9b-四氢-1-(5-硝基-2-吡啶基)-5H-咪唑并[2,1-a]异吲哚-5-酮。